# Microsoft JhengHei
 (septembre 2020).
Si vous disposez d'ouvrages ou d'articles de référence ou si vous connaissez des sites web de qualité traitant du thème abordé ici, merci de compléter l'article en donnant les références utiles à sa vérifiabilité et en les liant à la section « Notes et références ».
Microsoft JhengHei (chinois traditionnel : 微軟正黑體) est une police de caractères de chinois simplifié créée par Monotype pour Microsoft. Elle est distribuée avec Microsoft Windows depuis Windows Vista et est aussi disponible pour Windows XP et Windows Server 2008 par téléchargement.